# أميرة بن شعبان
أميرة بن شعبان هي لاعبة أولمبية ومبارزة تونسية وُلدت في 29 مايو 1990، ومثلت تونس في دورة الألعاب الأولمبية الصيفية 2020 في منافسات المبارزة بالسيف للسيدات. اعتزلت أميرة بن شعبان اللعب الدولي في وقت مبكر للغاية بعدما لم يحالفها الحظ في دورة الألعاب الأولمبية بطوكيو في عام 2021.

## المشاركات والميداليات
شاركت أميرة بن شعبان عام 2010 في بطولة أفريقيا للمبارزة، والتي أقيمت في مدينة تونس بتونس حيث حصلت على الميدالية الذهبية في منافسات المبارزة بسلاح السيف، وفي عام 2019 شاركت في بطولة أفريقيا للمبارزة، والتي أقيمت في مدينة باماكو بمالي حيث حصدت الميدالية الذهبية مجددًا في منافسات المبارزة بسلاح السيف بعدما فازت في مباراة الدور نصف النهائي على المبارزة المصرية لينا محمد بنتيجة 15-14، ثُم فازت في المباراة النهائية بنتيجة 15-7 على المبارزة المصرية نور منتصر. تأهلت أميرة بن شعبان كواحدة من أفضل المبارزين الأعلى تصنيفًا في القارة الأفريقية في عام 2012 للمُشاركة في دورة الألعاب الأولمبية الصيفية 2012، والتي أقيمت في لندن بالمملكة المتحدة، ولكنها خرجت من الدور الأول ولم تتأهل لنهائيات البطولة بعدما خسرت مباراتها في الجولة الأولى بنتيجة 15-12 أمام المبارزة الصينية تشين شياو دونغ. وفي عام 2020 تأهلت أميرة بن شعبان مرة أخرى للمشاركة في  دورة الألعاب الأولمبية الصيفية عام 2020 بعدما تمكنت من الفوز مع المنتخب التونسي للمبارزة بنتيجة 45-39 خلال منافسات دور الإثنين والثلاثين من الدورة المؤهلة للأولمبياد في منافسات المبارزة بالسيف، والتي أقيمت في مدينة بودابست بالمجر. ولكن في العام التالي، لم تتمكن أميرة بن شعبان من التأهل إلى الأدوار النهائية في منافسات المبارزة بالسيف في دورة الألعاب الأولمبية الصيفية عام 2020 التي أقيمت في مدينة طوكيو باليابان، وخرجت من دور الأربعة وستين في منافسات فردي المبارزة بالسيف الحاد بعدما خسرت بنتيجة 15- 12 أمام المبارزة المجرية ليزا بستاي، على حين غادرت منافسات المبارزة للفرق في الدور ثمن النهائي من البطولة مع المنتخب التونسي للمبارزة بعد خسارته أمام المنتخب الياباني بنتيجة 45-29. ويوضح الجدول التالي أهم المُسابقات والبطولات التي شاركت فيها أميرة بن شعبان، وأبرز الميداليات والألقاب التي حققتها في البطولات والمسابقات المختلفة:
| العام | المسابقة                                | المكان                   | المنافسات                                 | الترتيب/الميدالية                   | ملاحظات                                                               |
| ----- | --------------------------------------- | ------------------------ | ----------------------------------------- | ----------------------------------- | --------------------------------------------------------------------- |
| 2009  | بطولة أفريقيا للمبارزة                  | داكار، السنغال           | المبارزة بسلاح السيف الحاد للسيدات        | المركز الثالث (الميدالية البرونزية) |                                                                       |
| 2010  | بطولة أفريقيا للمبارزة                  | تونس، تونس               | المبارزة بسلاح السيف الحاد للسيدات        | المركز الأول (الميدالية الذهبية)    |                                                                       |
| 2011  | بطولة أفريقيا للمبارزة                  | القاهرة، مصر             | المبارزة بسلاح السيف الحاد للسيدات        | المركز الثاني (الميدالية الفضية)    |                                                                       |
| 2011  | دورة الألعاب العربية                    | الدوحة، قطر              | المبارزة بسلاح السيف الحاد للسيدات        | المركز الثالث (الميدالية البرونزية) | حصلت على المركز الثالث مناصفة مع المبارزة اللبنانية أليكساندرا تنوس   |
| 2012  | بطولة أفريقيا للمبارزة                  | الدار البيضاء، المغرب    | المبارزة بسلاح السيف الحاد للسيدات        | المركز الثاني (الميدالية الفضية)    |                                                                       |
| 2012  | دورة الألعاب الأولمبية الصيفية          | لندن، المملكة المتحدة    | المبارزة بسلاح السيف الحاد للسيدات        | لم تتأهل                            | خرجت من دور الـ64 بعدما خسرت بنتيجة 15-12                             |
| 2014  | بطولة أفريقيا للمبارزة                  | القاهرة، مصر             | المبارزة بسلاح السيف الحاد للسيدات        | المركز الثاني (الميدالية الفضية)    |                                                                       |
| 2015  | بطولة أفريقيا للمبارزة                  | القاهرة، مصر             | المبارزة بسلاح السيف الحاد للسيدات        | المركز الثاني (الميدالية الفضية)    |                                                                       |
| 2018  | مسار كأس العالم للمبارزة بالسيف         | تونس، تونس               | المبارزة بسلاح السيف الحاد للسيدات        | لم تتأهل                            |                                                                       |
| 2018  | دورة ند الشبا الرياضية                  | الإمارات العربية المتحدة | المبارزة بسلاح السيف الحاد للسيدات - دولي | المركز الثالث (الميدالية البرونزية) | [ 18 ] [ 19 ]                                                         |
| 2019  | كأس العالم للمبارزة                     |                          | المبارزة بسلاح السيف الحاد للسيدات        |                                     |                                                                       |
| 2019  | بطولة أفريقيا للمبارزة                  | باماكو، مالي             | المبارزة بسلاح السيف الحاد للسيدات        | المركز الأول (الميدالية الذهبية)    | فازت في المباراة النهائية بنتيجة 15- 07 على اللاعبة المصرية نور منتصر |
| 2021  | دورة الألعاب الأولمبية الصيفية عام 2020 | طوكيو، باليابان          | المبارزة بسلاح السيف الحاد للسيدات        | لم تتأهل                            | خرجت من دور الـ64 بعدما خسرت بنتيجة 15- 12                            |